# Взрывы артиллерийских складов в Новобогдановке
Взрывы артиллерийских складов в Новобогдановке — техногенная катастрофа, случившаяся в мае 2004 года в селе Новобогдановка Мелитопольского района на Украине и повторившаяся в значительно меньшем масштабе в 2005 и 2006 году. В результате взрывов погибли 5 человек, ранено 84, повреждены здания в Новобогдановке и окрестных сёлах, было приостановлено железнодорожное и автомобильное сообщение на близлежащих трассах.

## Предыстория
Военная база в Новобогдановке была основана в 1955 году. На базе, кроме советского оружия, также хранилось венгерское и немецкое оружие. По словам Евгения Марчука, самым новым боеприпасам, хранящимся на этой базе, было 25 лет, но имелись и боеприпасы 1914, 1920, 1937-х годов. Согласно информации пресс-службы Минобороны, на базе хранилось на 800 вагонов с боеприпасами больше, чем это предусмотрено нормативными документами.
Глава Администрации Президента Виктор Медведчук в письме от 9 марта 2004 года информировал Президента Леонида Кучму,
…расположенный в непосредственной близости от новобогдановской нефтебазы 275-ю АББ перегружен. На ней продолжается чрезмерное накопление боеприпасов, две трети которых хранятся под открытым небом. НЕ обваловано 40 открытых площадок. Сигнализацией, выведенной в караульное помещение, обеспечено менее половины хранилищ. Требуют замены 40 % проволочной изгороди и 1500 железобетонных столбов.

## Взрывы

### 2004
6 мая 2004 года на складе 275-й базы хранения артиллерийских боеприпасов произошло возгорание, в результате которого на складе начали взрываться артснаряды и другие боеприпасы. В результате взрывов погибли 5 человек и 84 пострадало. Полностью пожар удалось потушить лишь к 19 мая. Высота пламени достигала 300 метров, взрывы раздавались каждые три-пять секунд. Снаряды разлетались на расстояние до 10 километров. В результате, кроме самой Новобогдановки, от взрывов пострадал ряд соседних населённых пунктов: Першостепановка, Марьяновка, Привольное, Терпенье, Троицкое, Спасское, Возрождение. Более семи тысяч жителей были эвакуированы. Было прекращено автомобильное сообщение на автомагистрали М-18 Харьков — Симферополь, железнодорожное сообщение на линии Мелитополь — Запорожье, приостановлено газоснабжение Мелитополя. Причиной возгорания на складе следствие признало грубое нарушение военнослужащими правил пожарной безопасности.

### 2005
23 июля 2005 года ситуация повторилась, но с менее масштабными последствиями: пожар с дальнейшей детонацией артснарядов на территории 275-й базы хранения артиллерийских боеприпасов удалось локализовать за 3,5 часа: взрывы снарядов, начавшиеся в 17:20, прекратились в 20:54. В результате чрезвычайного происшествия одна женщина получила осколочные ранения и была госпитализирована. Движение поездов и автомобильного транспорта было возобновлено менее чем через сутки после взрывов. Причиной взрывов было самовозгорание дымовой мины под действием высокой температуры окружающей среды.

### 2006
В конце июля — начале августа 2006 года на территории военной базы ещё четыре раза происходило самопроизвольное возгорание боеприпасов, но все 4 раза огонь был оперативно потушен. 19 августа 2006 года в 14:15 произошёл ещё один серьёзный взрыв.

## Память
- В 2009 году в Новобогдановке был открыт памятник трём сапёрам, погибшим при ликвидации чрезвычайной ситуации (Сергею Терешко, Константину Ткаченко и Николаю Кууре)[6].